# Ángel Chávez López
Ángel Chávez López, (Trujillo, 31 de mayo de 1928 - Lima, 2 de febrero de 1995) fue un pintor peruano. Es uno de los artistas plásticos más importantes de la Generación de 1950. Su obra evolucionó desde un figurativismo realista hasta el abstraccionismo. Destaca por su colorismo exuberante.

## Biografía
Hijo de Pedro Chávez y Rosa Estela López, su hermano Gerardo Chávez es otro eximio pintor. Cursó sus estudios escolares en su ciudad natal. Luego se trasladó a Lima e ingresó a la Escuela Nacional de Bellas Artes en 1947, y tuvo como maestros a Juan Manuel Ugarte Elespuru y Sabino Springett, pero reacio a sujetarse a las moldes académicos, prefirió establecer su propio taller, para definir su estilo.
Sus primeras muestras individuales y colectivas presentadas en Nueva York, México y Santiago de Chile obtuvieron buenas críticas. Fue premiado en el concurso municipal de Lima por tres años consecutivos (1953, 1954, 1956). Este último año ganó el Primer Premio Nacional “Francisco Laso”. 
Fue director de la Escuela de Arte de Bellas Artes de Iquitos de 1968 a 1974. Participó en la I y II Bienal de Trujillo (1983-1985). Representó al Perú en el Concurso de Pintura Latinoamericana en la OEA con la obra titulada Cazadora de palomas (1993). Sus obras se encuentran en diversos museos y colecciones en Europa, América y Asia. También se pueden apreciar en varios museos de Lima y en una sala especial del Museo de Arte Contemporáneo de Trujillo, propiedad de su hermano Gerardo .

## Características
"Ha seguido… una persistente evolución en el figurativismo, en el que ha recorrido un camino que va desde un definido realismo hasta un colorismo exuberante en el que se recrea amorosamente con lo vernacular."
Luis Enrique Tord

Sus pinturas están trabajadas en un modernismo de tipo latinoamericano en el que los temas son los personajes nacionales, lo aborigen, los actos cotidianos y lo tradicional. Chávez recrea lo que observa usando un color intenso, figuras con solidez y cargadas de cierta voluptuosidad.

## Obras principales
- Autorretrato (1954)
- Esperando la paga (1955)
- El niño (1956)
- Las cholas fruteras (1956)
- Los conquistadores (1963)
- Pachamama (1964)
- La ración (1965)
- El suplicio de Túpac Amaru (1965)
- El guerrero mochica (1969)
- La muerte del dictador (1970)
- Los pétreos (1970), inspirada en el desastre causado por el terremoto de Áncash de 1970.